# Narodowa Rada Prowincji
Narodowa Rada Prowincji (ang. National Council of Provinces, afr. Die Nasionale Raad van Provinsies) – izba wyższa parlamentu federalnego Republiki Południowej Afryki (RPA). Składa się z 90 członków powoływanych na pięć lat. Parlament każdej z dziewięciu prowincji RPA wystawia do Rady dziesięcioosobową delegację. Partie polityczne muszą być reprezentowane w każdej delegacji proporcjonalnie do liczby mandatów, jakimi dysponują w danym parlamencie prowincjonalnym. Dodatkowo wymagane jest, aby w skład każdej delegacji wchodził premier prowincji. Oprócz tak powołanych członków, w obradach Rady może brać udział nie więcej niż dziesięciu przedstawicieli Południowoafrykańskiego Związku Samorządów Lokalnych. Mają oni jednak status wyłącznie obserwatorów - wolno im zabierać głos, lecz nie mogą brać udziału w głosowaniach.
Przed powołaniem Narodowej Rady Prowincji istniał Senat Południowej Afryki.